# Jules Hédou
Jules Paul Ernest Hédou, né le 20 septembre 1833 à Rouen et mort le 16 septembre 1905 à La Rue-Saint-Pierre, est un peintre de nature morte, collectionneur d’art et historien de l’art français.

## Biographie
En dehors de ses fonctions judiciaires, Jules Hédou qui, avoué de profession, était président de la Chambre de l’Ordre avait été, dès sa jeunesse, entrainé par son gout vers les arts. Élève et ami du directeur de l’École de peinture de Rouen, Gustave Morin, il commença de sérieuses études artistiques en compagnie de nombreux artistes, comme le portraitiste Georges Hébert, l'illustrateur Émile Bayard, le paysagiste Hector de Folleville, le peintre de nature morte Félix Lefebvre, l’aquafortiste Émile Nicolle, le peintre Jules Michel, l'illustrateur Victor Delamarre. Lui-même a peint dans une facture très classique – car il n’aimait guère la tendance impressionniste – des natures mortes et des fleurs, qu’il exposa souvent dans des expositions locales, où il obtint, en 1864, une médaille de bronze, et, en 1889, une médaille de vermeil. Il exposa au Salon entre 1858 et 1864. Un de ses tableaux est conservé au musée de Rouen.
Collectionneur sagace et érudit, Hédou avait réuni un ensemble de peintures, dessins et miniatures soigneusement choisis des maitres des XVIIe et XVIIIe siècles, parmi lesquels un Intérieur de Lenain, des Ruines d’Hubert Robert, de nombreux portraits et nombre de tableaux des maitres français. Il avait également rassemblé une collection d’estampes françaises du XVIIIe siècle, surtout des maitres rouennais et de certains maitres étrangers. Il avait pu même réunir à peu près au complet l’œuvre gravé du Tiepolo, le peintre vénitien sur lequel il se proposait d’écrire une étude.
Hédou avait aussi complété sa collection par de très nombreuses pièces modernes et par des reproductions des peintres contemporains, grâce auxquelles il a pu donner différentes monographies de graveurs normands dont il s’était constitué l’historiographe précis et éloquent qui faisaient autorité. Successivement, il publia Noël Le Mire et son œuvre, suivi du catalogue gravé de Louis Le Mire, chez Baur, à Paris, en 1875 ; une première notice sur le graveur Le Veau, en 1879 ; un volume très important sur Jean Le Prince et son œuvre, paru la même année, étude très complète sur toute la dynastie des Le Prince, ornée du curieux autoportrait de Jean-Baptiste Le Prince, qui appartenait à Alfred Darcel, et que Gilbert grava spécialement pour cette publication. Sont encore à citer : son étude sur Le Mettay, le peintre fécampois du XVIIe siècle ; des notes sur Saint-Igny, le peintre rouennais dont Hédou fit entrer deux grandes grisailles au musée de Rouen ; enfin, son dernier ouvrage, un nouveau travail très complet sur le Graveur J.-J.-A. Le Veau et son œuvre, paru en 1903 chez Charavay.
Hédou s’est également occupé aussi à l’art de son époque, comme le dessinateur Victor Delamare, le romantique Gustave Marin ou le peintre rouennais, Jean Sorieul, l’auteur du Passage du défilé de Ponary (Musée des beaux-arts de Rouen). Il a aussi contribué à faire connaitre le paysagiste Édouard Daliphard, le peintre de Mélancolie et du Printemps au cimetière ; Jules Michel, que l’écrivain avait rencontré à Rouen ; Émile Minet, l’artiste directeur du Musée de peinture. Dans ce même ordre d’idées, il faut également mentionner le travail de Hédou sur la Lithographie à Rouen, paru en 1877, véritable répertoire de renseignements anecdotiques sur tous les dessinateurs, lithographes et caricaturistes rouennais du commencement du XVIIIe siècle ; ses biographies très complètes du graveur Jean-Jacques Le Veau et du peintre Court ; des notes sur différents tableaux de William Hogarth parues dans la Normandie littéraire.
Membre du Comité municipal des Beaux-Arts, où ses avis émis avec franchise et indépendance, Hédou fut également membre de l’Académie des sciences, belles-lettres et arts de Rouen où il entra en 1874. Son discours de réception prit pour thème : « Le gout des arts en province ». Il y réclamait avec force la création, à Rouen, d’un cabinet d’estampes, d’une collection de dessins et d’une bibliothèque d’ouvrages d’art. En 1882-83, il fut appelé à présider cette Compagnie, où, en dehors des discours de réception, il fit de nombreuses communications sur les Illustrateurs de La Fontaine, sur les anciennes expositions de peinture, sur des Documents relatifs à l’École de dessin de Rouen, de 1749 à 1784. Il contribua aussi à la fondation de la Société des Amis des Monuments rouennais, dont il fut l’un des parrains, mais dont il se désintéressa par la suite.
Outre ses ouvrages, Hédou a aussi collaboré à la Revue de Normandie, à la Chronique des Arts, où il a publié des notes sur le peintre Lemoine, à la Normandie littéraire et au Rouen pittoresque de l’éditeur Auge. Par testament, il a légué à la Ville de Rouen les rares et précieuses collections qu’il avait réunies, et qui ont été réparties entre le Musée de peinture et la Galerie locale d’estampes. C'est ainsi que le musée des Beaux-Arts reçoit L'Adoration des bergers de Pieter Aertsen et Le Tour de cartes de Judith Leyster.

### Sources
- Bulletin des Amis des monuments rouennais, Rouen, J. Le Cerf, 1906  (ISSN 0337-7113), p. 76.
- Dictionnaire biographique de la Seine-Inférieure (préf. Henri Jouve), Paris, Henri Jouve, 1902.